# نیکولای کوزنزوف
نیکولای ژراسیموویچ کوزنزوف (روسی: Никола́й Гера́симович Кузнецо́в؛ ۲۴ ژوئیهٔ ۱۹۰۴ – ۶ دسامبر ۱۹۷۴) افسر و دریاسالار نیروی دریایی شوروی بود که به عنوان کمیسر خلق نیروی دریایی اتحاد جماهیر شوروی در جنگ جهانی دوم فعالیت می‌کرد.
او همچنین برندهٔ جوایزی همچون نشان لنین، درجه پرچم سرخ، قهرمان اتحاد شوروی، مدال دفاع از مسکو، و مدال دفاع از قفقاز شده‌است.